# Maseyisini
Maseyisini – inkhundla w dystrykcie Shiselweni w Królestwie Eswatini.
Według spisu powszechnego ludności z 2007 roku, Maseyisini miało powierzchnię 215 km² i zamieszkiwało je 27 967 mieszkańców. Dzieci i młodzież w wieku do 14 lat stanowiły ponad połowę populacji (14 823 osoby). W całym inkhundla znajdowało się wówczas piętnaście szkół podstawowych i pięć placówek medycznych.
W 2007 roku Maseyisini dzieliło się na cztery imiphakatsi: Dlovunga, Kamzizi, Mbilaneni i Vusweni. W 2020 roku Maseyisini składało się z sześciu imiphakatsi: Dlovunga, Kamzizi, Masibini, Mbilaneni, Simemeni i Vusweni. Przedstawicielem inkhundla w Izbie Zgromadzeń Eswatini był wówczas Mduduzi Dlamini.